# Gabriela Calistro Rivera
Gabriela Calistro Rivera (Lima, 24 de marzo de 1990) es una astrofísica y divulgadora científica peruana que investiga la formación y evolución de las galaxias y agujeros negros.Desde 2024 lidera un proyecto de la Agencia Espacial Europea (ESA) para el lanzamiento del primer satélite de comunicación cuántica para Europa.

## Trayectoria
Calistro Rivera estudió en Lima, en el Colegio Peruano Alemán Alexander von Humboldt, donde su entorno familiar y educativo despertó su interés por las ciencias. A los 18 años viajó a Alemania para continuar su educación superior. Cursó estudios de licenciatura y maestría en física en la Universidad de Heidelberg. Realizó un doctorado en astronomía en el Observatorio de Leiden, Países Bajos, y obtuvo el grado por su tesis doctoral titulada «The Colours of the Extreme Universe». 
Entre 2013 y 2014 formó parte del grupo de investigación ENIGMA del Instituto Max Planck de Astronomía. En 2019 fue becada para realizar una estancia posdoctoral en el Observatorio Europeo Austral (ESO), en Alemania, donde estudió el papel del gas molecular en la actividad de los núcleos galácticos activos (AGN, por sus siglas en inglés de active galactic nucleus) y la evolución de las galaxias. En 2020 recibió la beca de la Fundación Gruber en asociación con la Unión Astronómica Internacional (IAU), al ser reconocida como una de las jóvenes astrónomas más prometedoras del mundo. La beca de 25 000 dólares le permitió continuar su investigación posdoctoral en la rama de la astronomía extra galáctica y contribuir en proyectos de divulgación científica.El mismo año recibió un financiamiento para su proyecto "COSMOamautas: Formación de docentes en zonas rurales del Perú", otorgado por la Oficina de Astronomía para el Desarrollo de la Unión Astronómica Internacional (IAU OAD). Esta misma propuesta fue seleccionada para recibir kits de telescopios por la Open Astronomy Schools (OAS), iniciativa lanzada en el marco de la celebración del 100° aniversario de la Unión Astronómica Internacional (IAU).
En 2021 fundó en Perú el proyecto COSMOamautas junto a otra astrónoma peruana, la doctora Daniella Bardalez Gagliuffi, con el objetivo de fomentar la ciencia y astronomía en el país, principalmente en las zonas rurales, a través de la capacitación a docentes, visitas a colegios y la promoción de clubes de astronomía. Junto al equipo del proyecto, publicó el libro COSMOamautas: Astrofísica en aulas, una guía educativa gratuita de astrofísica dirigida a docentes de secundaria. En 2022, también colaboró con la publicación de un comentario en la revista Nature Astronomy titulado «The CosmoAmautas project for equitable scientific education in Peru», donde comparte cómo. a través de la astronomía, contribuyen a la accesibilidad y descentralización de la educación científica en Perú.
En 2024 se unió al equipo científico del Centro Aeroespacial Alemán, donde asumió el liderazgo de la construcción del primer sistema europeo de distribución de claves cuánticas basadas en el espacio, como parte del desarrollo del prototipo del primer satélite de comunicación cuántica europeo, el satélite Eagle-1, proyecto de la Agencia Espacial Europea (ESA). Ese año también publicó su libro infantil Mas allá de la luna.
Calistro Rivera ha contribuido a la astrofísica teórica y a la observación de cuerpos celestes. Ha colaborado en la publicación de numerosas investigaciones sobre el crecimiento de las galaxias y su relación con los agujeros negros, como el despertar de un agujero negro en el núcleo de la galaxia SDSS1335+0728,  y el descubrimiento de Porfirión, el agujero negro con el sistema de chorros relativistas más grande.